# Level 42
Level 42 je britská pop rocková a jazz-funková kapela, která skórovala v britských žebříčcích na přelomu osmdesátých a devadesátých let. Skupina se skládá z Marka Kinga (slapping baskytara) klávesisty Mike Lindupa, Garyho Husbanda, Nathana Kinga a Seana Freemana. Mezi jejich největší hity patří „Something About You“ (1985) a „Lessons in Love“ (1986).

## Diskografie
Studiová alba
- 1981 Level 42
- 1982 Strategy
- 1982 The Pursuit of Accidents
- 1983 Standing in the Light
- 1984 True Colours
- 1985 World Machine
- 1987 Running in the Family
- 1988 Staring at the Sun
- 1991 Guaranteed
- 1994 Forever Now
- 2006 Retroglide

Live alba (výběr)
- 1985 A Physical Presence

Kompilace (výběr)
- 1989 Level Best
- 1998 The Very Best of Level 42

## Singly
- Příčky vedle písní jsou z UK Singles Chart

| 1981: "Love Games" - #38 1983: "The Chinese Way" - #24 1983: "The Sun Goes Down (Living It Up)" - #10 1983: "Micro Kid" - #37 1984: "Hot Water" - #18 1985: "Something About You" - #6 1985: "Leaving Me Now" - #15 1986: "Lessons in Love" - #3 1987: "Running in the Family" - #6 1987: "To Be With You Again" - #10 |  | 1987: "It's Over" - #10 1987: "Children Say" - #22 1988: "Heaven in My Hands" - #12 1988: "Take a Look" - #32 1989: "Tracie" - #25 1989: "Take Care of Yourself" - #39 1991: "Guaranteed" - #17 1994: "Forever Now" - #19 1994: "All Over You" - #26 1994: "Love In A Peaceful World" - #31 |